# The Document Foundation
The Document Foundation és una organització de programari lliure. Va ser creada per membres de la comunitat de l'OpenOffice.org per controlar i desenvolupar un fork anomenat LibreOffice. L'objectiu és produir un paquet ofimàtic independent de venedor amb suport d'ODF sense cap requeriment d'assignació de drets d'autor. En canvi, l'OpenOffice.org obliga als desenvolupadors assignar els drets d'autor a Oracle.
The Document Foundation va ser creada a causa de temences que Oracle Corporation, després d'adquirir Sun Microsystems, discontinuaria el desenvolupament d'OpenOffice.org de la mateixa manera que havien fet amb OpenSolaris.